# Constant Joacim
Constant Joacim (Berchem, 3 marzo 1908 – 12 giugno 1979) è stato un calciatore belga, di ruolo difensore.

## Palmarès

### Club

#### Competizioni nazionali
- Terza divisione belga: 1

RCF Liegi: 1942-1943